# Frasco de Galadriel

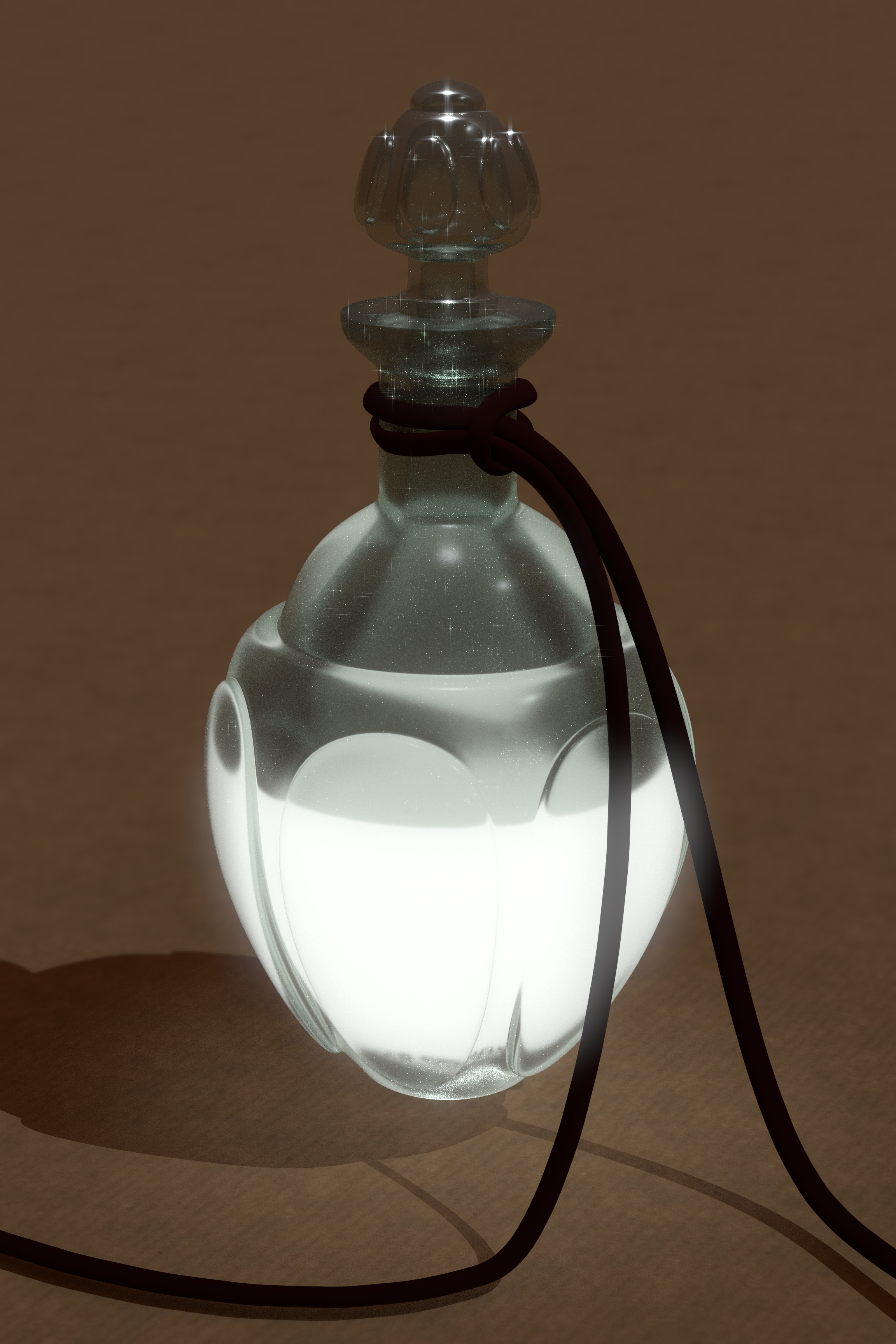
El Frasco de Galadriel.

En el universo imaginario del escritor J. R. R. Tolkien y en su novela El Señor de los Anillos, el Frasco de Galadriel (Luz de Eärendil) es uno de los objetos que le regaló la dama elfa Galadriel al hobbit Frodo Bolsón cuando este abandonó el bosque de Lothlórien junto al resto de la Compañía del Anillo.
Se trataba de un pequeño frasco de cristal en el que la Dama del Bosque había depositado la luz que emanaba del barco de Eärendil y que serviría para guiar al Portador del Anillo en la oscuridad en su viaje a la tenebrosa tierra de Mordor. 
Frodo se lo colgó de su cuello con una cuerda de cuero y le fue de muchísima utilidad en su camino a Mordor, sobre todo en Cirith Ungol y en el Antro de Ella-laraña. Ya que su luz élfica permitió, con la ayuda de la luz emitida por Dardo, detener el ataque de la monstruosa araña dentro del mismo antro y luego le sirvió a Sam para debilitarla y herirla. Más tarde, primero Sam Gamyi y luego ambos hobbits, usaron la luz de Eärendil para vencer la resistencia de los centinelas que custodiaban la entrada a la torre de Cirith Ungol, puesto que contrarrestaba (junto a la invocación a Elbereth) la maligna y oscura fuerza que emanaba de estos.

## Referencia bibliográfica
- Foster, Robert (octubre de 2003). Guía completa de la Tierra Media. il. John Howe, trad. Elías Sarhan. Barcelona: Minotauro. ISBN 978-84-450-7428-2.
- Tolkien, J. R. R. (abril de 1993). El Señor de los Anillos. il. Alan Lee, trad. Luis Domènech y Matilde Horne. Barcelona: Minotauro. ISBN 978-84-450-7179-3.

- Datos: Q3744329